# Краснохолмська сільська рада
Краснохо́лмська сільська рада (рос. Краснохолмский сельский совет) — муніципальне утворення у складі Калтасинського району Башкортостану, Росія. Адміністративний центр — село Краснохолмський.
Станом на 2002 рік існували Краснохолмська селищна рада (смт Краснохолмський) та Краснохолмська сільська рада (село Красний Холм, присілки Большекуразово, Ванишево, Кієбак, Малокуразово, Сазово, Тинбахтіно).

## Населення
Населення — 8925 осіб (2019, 9799 в 2010, 10100 в 2002).

## Склад
До складу поселення входять такі населені пункти:
| Населений пункт          | Населення, осіб (2002) | Населення, осіб (2010) |
| ------------------------ | ---------------------- | ---------------------- |
| Большекуразово, присілок | 366                    | 303                    |
| Ванишево, присілок       | 50                     | 37                     |
| Кієбак, присілок         | 444                    | 394                    |
| Красний Холм, село       | 283                    | 275                    |
| Краснохолмський, село    | 8101                   | 8021                   |
| Малокуразово, присілок   | 190                    | 150                    |
| Сазово, присілок         | 578                    | 549                    |
| Тинбахтіно, присілок     | 88                     | 70                     |